# Aspatharia subreniformis
Aspatharia subreniformis é uma espécie de bivalve da família Mutelidae.
É endémica do Malawi.
Os seus habitats naturais são: lagos de água doce.
Está ameaçada por perda de habitat.